# A̋

Písmeno A̋

A̋ (minuskule a̋) je speciální znak latinky. Nazývá se A s dvěma čárkami. Někdy se používá v přepisu tchajwanštiny do latinky. V mezinárodní fonetické abecedě se A̋ používá k označení obzvlášť vysokého tónu. Ve slovenské dialektologii se A̋ používá pro označení hlásky /æː/, která se vyskytuje v některých nářečích slovenštiny. Koncem 19. století a začátkem 20. století se A̋ používalo ve slovenském pravopise, kde označovalo dlouhou variantu písmene Ä v některých převzatých slovech.
Je to jedno ze tří písmen latinky, která mají dvě čárky. 

## Unicode
V Unicode má A̋ a a̋ tyto kódy:
- A̋ <U+0041, U+030B>

- a̋ <U+0061, U+030B>